# Jan Laštůvka
Jan Laštůvka est un footballeur international tchèque, né le 7 juillet 1982 à Havířov, en Tchécoslovaquie (aujourd'hui Tchéquie), qui évolue au poste de gardien de but.

## Biographie

### Un gardien très précoce
Laštůvka commence sa carrière dans le petit club de sa région natale, le MFK Karviná, qu'il rejoint à l'âge de 10 ans, en 1992. Très rapidement, il se fait remarquer et se retrouve sélectionné en équipe espoirs de République tchèque.
En 1999-2000, il signe son premier contrat professionnel à seulement 17 ans mais ne joue qu'à trois reprises dans le championnat tchèque.
La saison suivante, en 2000-2001, le grand club de la région, le Baník Ostrava le fait signer. Il s'impose en moins de quelques mois comme titulaire indétrônable dans les buts.
Après deux autres saisons de très haut niveau lors desquelles il se fait définitivement connaître sur le plan national, arrive la saison 2003-2004. Le club a énormément progressé et avec quelques recrutements judicieux, remporte la Gambrinus Liga, le championnat tchèque de Première division.
Tout juste auréolé d'un titre de champion, quelques clubs internationalement connus s'intéresse au jeune prodige de 22 ans, promis à un grand avenir.

### Le FC Shakhtar Donetsk
Lors de l'été 2004, il répond positivement à une offre d'un club ukrainien, le Shaktar Donetsk, particulièrement ambitieuse et prête à investir sur de jeunes talents, quel que soit le prix, notamment depuis l'arrivée en 1996 de l'homme d'affaires ukrainien, Rinat Akhmetov, première fortune d'Europe et septième personne la plus riche du monde.
Dès sa première saison en Ukraine, il s'intègre bien mais est confronté à la concurrence du gardien international croate, Stipe Pletikosa. Il joue donc peu mais finit la saison champion d'Ukraine 2005, et remporte la Super Coupe d'Ukraine 2005.
Sa seconde saison est complètement différente. Mircea Lucescu, l'entraîneur roumain du Shaktar, conquit par ses excellentes prestations à l'entraînement, lui offre sa chance... Ce qui n'est pas du goût de Stipe Pletikosa, qui fait part de son mécontentement à l'entraîneur... Ce dernier le prête dans la foulée à l'Hajduk Split (Croatie).
N'ayant plus aucune concurrence, il participe à tous les matchs du Shaktar, aussi bien en championnat qu'en Coupe de l'UEFA et remporte pour la seconde année consécutive, le championnat ukrainien en 2006 tout en étant finaliste en Super Coupe d'Ukraine.
Il joue au total 15 matchs en Coupe de l'UEFA pour le Shaktar.

### Fulham
Désireux de changer d'air à la suite de deux saisons victorieuses en Ukraine, il décide de quitter le club et est prêté le 31 août 2006 au club londonien de Fulham. En Angleterre, il n'est cependant que la doublure du gardien international finlandais, Antti Niemi.
Il ne joue que huit matchs sous les couleurs de Fulham, profitant cependant de la blessure de Niemi en cours de saison. Son premier match en Premier League se solde par une défaite 2-0 face à Blackburn.
En fin de saison, Lawrie Sanchez, entraîneur de Fulham ne souhaite pas lever l'option d'achat. Il doit donc retourner en Ukraine.

### Bochum
Les règlements de la Ligue ukrainienne sont clairs : un club doit aligner au minimum quatre joueurs d'origine ukrainienne d'entrée de jeu. Pour cette raison, Jan Laštůvka est de nouveau en instance de départ.
Le club allemand de Bochum, désireux de remplacer son compatriote, Jaroslav Drobný, le recrute donc sous la forme d'un prêt.
Non titulaire au début de la saison 2007-2008, il s'impose cependant très vite dans l'effectif allemand et joue 25 matchs sous les ordres de son entraîneur, Marcel Koller. Auteur d'excellentes prestations, il est notamment nommé dans l'équipe de la semaine par le journal Kicker après un match contre le Werder Brême.
À la fin de la saison, le club allemand souhaite le conserver mais sa clause libératoire, estimée à 4 millions d'euros est trop élevée et le club recrute le gardien portugais, Daniel Fernandes, à moindre coût.

### West Ham United
Toujours pour les mêmes raisons qui l'ont poussé à rejoindre l'Allemagne, Laštůvka ne peut rester au Shaktar et se voit prêté une troisième fois consécutive. Cette fois-ci, c'est à West Ham United, encore un club londonien de Premier League.
A West Ham, il est la doublure du gardien international anglais, Robert Green, et ne joue pas un seul match de championnat dans la saison. Alan Curbishley, l'entraîneur qui l'a recruté est évincé début septembre 2008 par le légendaire italien, Gianfranco Zola, qui ne lui fait pas confiance.
Jan Laštůvka ne joue qu'un seul et unique match face à Watford, lors du troisième tour de la Coupe d'Angleterre, le 23 septembre 2008... Un match qui se termine malheureusement par une défaite 1-0, but de Hayden Mullins, contre son camp, sur la pelouse de Watford.
A West Ham, il a comme coéquipiers, plusieurs compatriotes tchèques dont Luděk Mikloško, entraîneur des gardiens (ancien gardien international tchèque), qui l'a fortement conseillé à l'entraîneur Alan Curbishley, Marek Štěch, jeune gardien international espoir, et Radoslav Kováč, international tchèque.

### En sélection
Il compte trois sélections avec la Tchéquie, Jan Laštůvka débute toutefois la campagne de qualification à l'Euro 2012 en tant que n°2 de la sélection à ce poste, derrière Petr Čech.

## Palmarès
- Baník Ostrava
  - Vainqueur du Championnat de Tchéquie en 2004.
- Shakhtar Donetsk
  - Vainqueur du Championnat d'Ukraine en 2005 et 2006.
  - Vainqueur de la Supercoupe d'Ukraine en 2005.
- FK Dnipro
  - Finaliste de la Ligue Europa en 2015.